# Melatonina
La melatonina o N-acetil-5-metoxitriptamina és una hormona trobada en tots els organismes vivents, en concentracions que varien d'acord amb el cicle diürn/nocturn. La melatonina és sintetitzada a partir del neurotransmissor serotonina. Es produeix, principalment, en la glàndula pineal, i participa en una gran varietat de processos cel·lulars, neuroendocrins i neurofisiològics. Una de les característiques més particulars respecte a la biosíntesi pineal de melatonina és la seva variabilitat al llarg del cicle de 24 hores (l'anomenat cicle circadiari), i la seva resposta precisa a canvis en la il·luminació ambiental. Per això, la melatonina es considera una neurohormona amb funció pertinent en la fisiologia circadiària. Molts dels seus efectes biològics es deuen a la seva acció sobre receptors de melatonina i, d'altres més, a la seva potent acció com a antioxidant, el qual té un paper molt especial en la protecció de l'ADN nuclear i mitocondrial.